# Bis(2-ethylhexyl) adipat
Bis(2-ethylhexyl) adipat hay DEHA là chất hóa dẻo. DEHA là  ester của 2-ethylhexanol và acid adipic. Công thức hóa học là C22H42O4.
DEHA đôi khi được gọi sai là "dioctyl adipat".  Các tên gọi khác là diisooctyl adipat và di(2-ethylhexyl) adipat.